# Ogród jordanowski

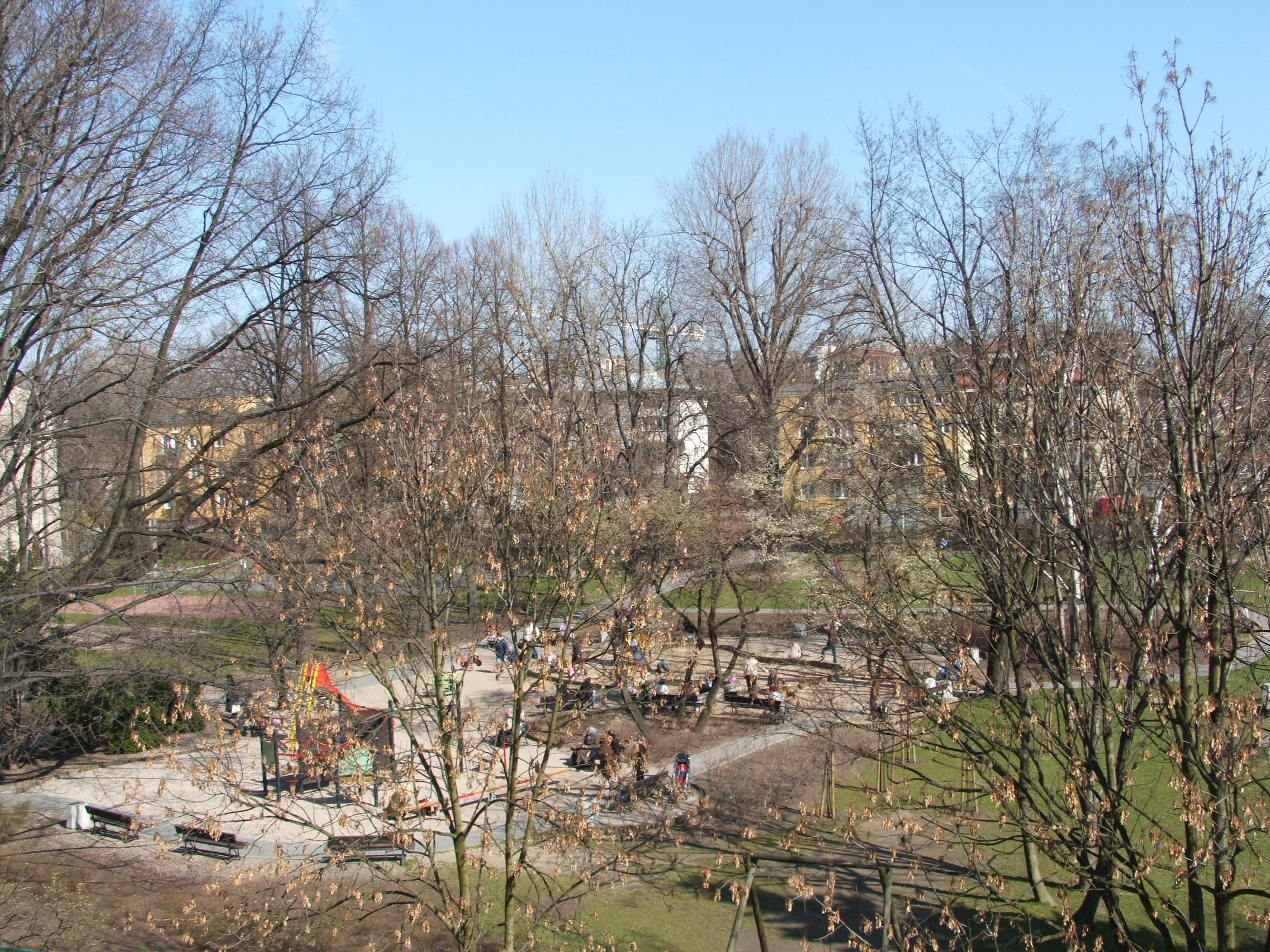
XIV Ogród Jordanowski w Warszawie (widok od strony ul. Alfreda Nobla)

Ogród jordanowski – specjalistyczny teren zieleni, zakładany głównie na terenach miast, przeznaczony dla rozwoju fizycznego oraz moralnego dzieci i młodzieży.

## Pochodzenie nazwy
Nazwa pochodzi od nazwiska lekarza Henryka Jordana, pomysłodawcy i założyciela pierwszego ogrodu tego typu w Krakowie. Miasto to znajdowało się wówczas pod zaborem austriackim, co ma ogromne znaczenie dla zrozumienia idei Jordana, którą było założenie specjalnie dla dzieci i młodzieży ogrodu (parku) wypoczynku i zabawy bogatego w polskie wątki patriotyczne. Wzorcowym ogrodem tego typu jest istniejący i działający do dzisiaj pod nazwą Park Miejski dr. Henryka Jordana, założony w 1889 roku na powierzchni ok. 22 ha.

## Historia

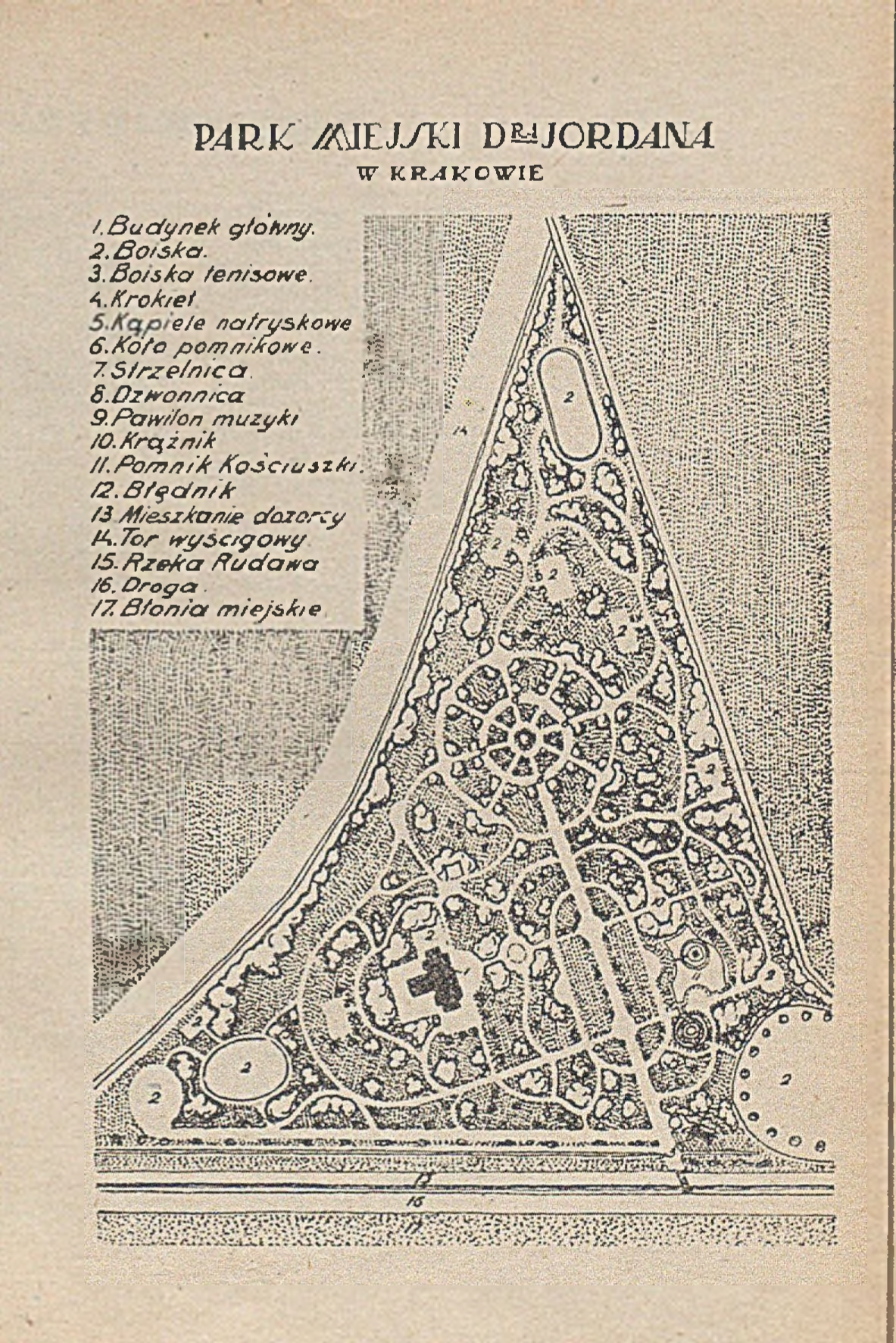
Parka dra Jordana w roku 1922, mapka

Pomysł Jordana szybko znalazł akceptację społeczeństwa i w krótkim czasie powstało wiele podobnych ogrodów, które chętnie zakładano aż do wybuchu II wojny światowej. Równocześnie powstawały ogrody Raua. W pierwszych latach powojennych kontynuowano projekt zakładania i utrzymywania ogrodów jordanowskich, które przysługiwały się w rehabilitacji dzieci dotkniętych efektami wojny, np. narażonymi na gruźlicę. W roku 1948 funkcjonować miało w Warszawie 9 ogrodów jordanowskich, 4 były w budowie, a kolejne 12 było planowanych. Jednym z ogrodów założonych już po wojnie był położony na Mokotowie ogród im. Małgorzaty Fornalskiej. W późniejszych czasach powojennych zaprzestano jednak zakładania kosztownych ogrodów jordanowskich, ograniczając powierzchnię kilkuhektarowych ogrodów dla dzieci do znanych współcześnie placów zabaw, pozbawionych najczęściej zieleni.
Ogrody Jordana stwarzały dzieciom i młodzieży warunki sprzyjające ich pełnemu rozwojowi fizycznemu, społecznemu i psychicznemu. Były w nich miejsca do zabaw zespołowych i sprawnościowych, ale również części tematyczne. Obok boisk i basenów budowano pawilony i sale do zabaw, zajęć świetlicowych.

### Obecnie
Dzisiejsze tereny zabaw dla dzieci, chociaż nazywane ogrodami jordanowskimi, pod względem kompozycji niewiele mają wspólnego z pierwotną formą parku Jordana – wyrażają jednak tę samą troskę o zdrowie i prawidłowy rozwój dzieci i młodzieży. Pozostało niewiele ogrodów zachowujących ten pierwotny charakter: w Warszawie np. III Ogród Jordanowski przy Wawelskiej 3, w Krakowie przy ul. 3 Maja i w Poznaniu przy placu Nowakowskiego, utworzony po wojnie (nazwy pozostawiono).

## Projekt

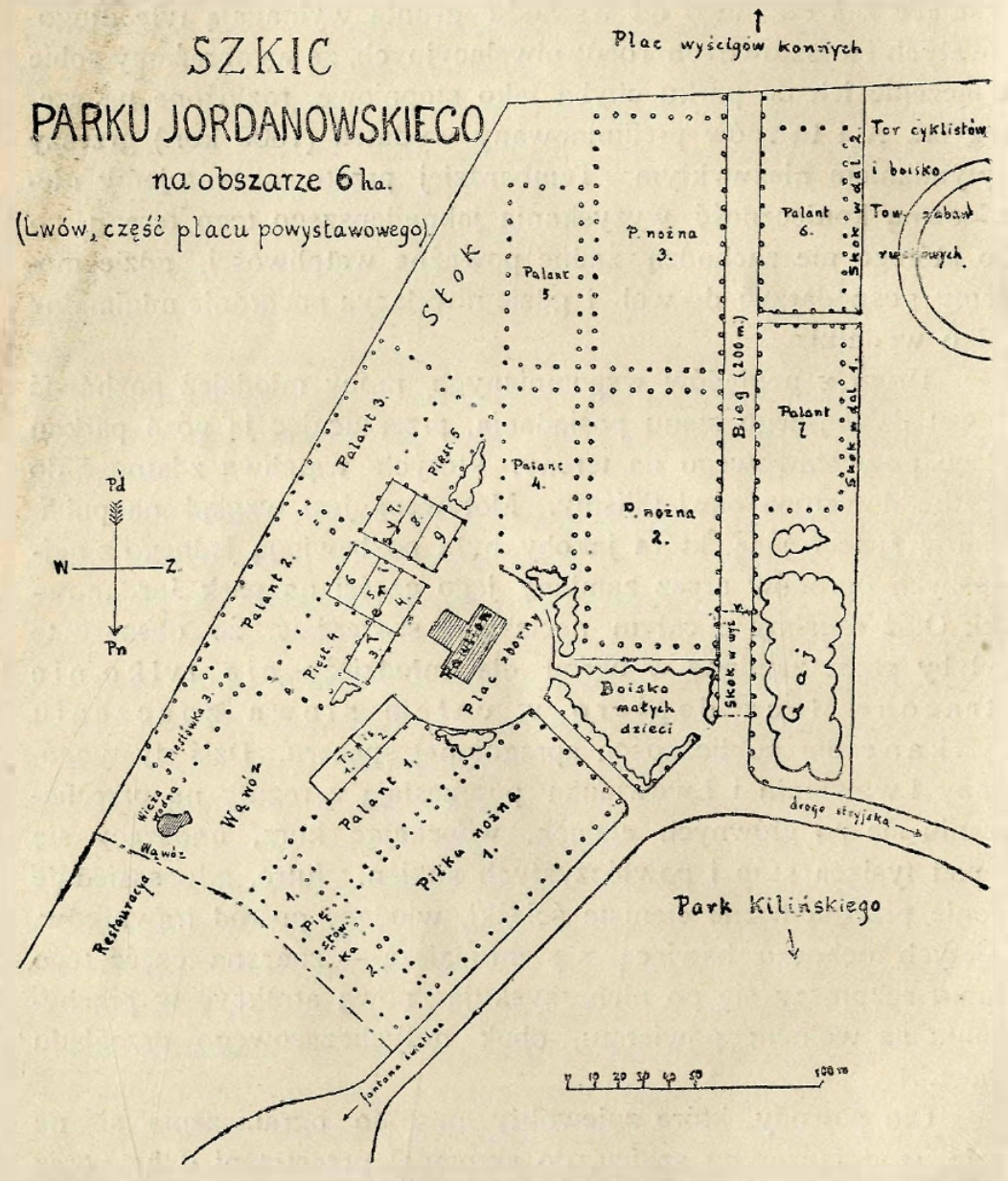
Szkic proponowanego Parku Jordanowskiego we Lwowie autorstwa Eugeniusza Piaseckiego. Wyróżnia się duża ilość boisk przeznaczonych pod mało popularne dziś sporty jak palant czy pięstówka.

### Położenie
Prawidłowo zaplanowany ogród musi znajdować się na terenie oddalonym od źródeł zanieczyszczenia powietrza, być położony względnie wysoko, a jego gleby charakteryzować się muszą dobrą przepuszczalnością. Jednocześnie miejsce to nie może być położone dalej niż pół godziny drogi od dzielnic miasta. Powierzchnia pod lokalizację musi umożliwiać jej podział pod wystarczającą ilość boisk.

### Urządzenie
Ogród jordanowski składa się przede wszystkim z wielu boisk otoczonych szpalerami drzew, które prowadzone są pod wspólnym nadzorem, złożonym z zawodowego kierownika zabaw oraz jego pomocników („przewodników”). Oprócz tego ogród musi posiadać infrastrukturę zapewniającą ochronę zdrowotną bawiącym się dzieciom – schronienie przed deszczem, upałem, głodem oraz chorobą, dlatego konieczne jest istnienie takich elementów jak pawilon parkowy, zacienienia boisk, źródła wody pitnej i kąpielowej, stołówka (nazywana ówcześnie mleczarnią) oraz gabinet lekarski/pielęgniarski. Usługi wymagające pomieszczenia znajdują się wewnątrz pawilonu głównego, stanowiącego centrum parku (znajdują się tam też schowki na przybory do gier oraz kancelaria kierownika).
W przypadku miejsc do zabawy powinien istnieć osobno wydzielony obszar dla dzieci w wieku od 3 do 6 lat, odgrodzony żywopłotem, drucianą siatką lub parkanem i oferujący rozrywki dostosowane wiekowo.
Ogród jordanowski powinien pełnić nie tylko funkcję sportową, ale również spacerową – między boiskami niezbędne jest istnienie licznych ścieżek, ławek, drzew oraz, w miarę możliwości, posągów zasłużonych polskich postaci, służących edukacyjnie użytkownikom.
Na terenie obiektu powinny się także znajdować trybuny dla widzów, niezbędne w trakcie organizowania lokalnych zawodów.

## Krytyka
Z perspektywy współczesnej pedagogiki idea ogrodów jordanowskich budzi pewne zastrzeżenia. Parki te, będące produktem swoich czasów, poza nadal aktualnymi wartościami jak zdrowy tryb życia promować również miały przyzwyczajanie dzieci do karności i posłuszeństwa, a swoboda zajęć postrzegana była jako szkodliwa dla wychowania. Wątpliwości budzi restrykcyjna organizacja obiektu, charakteryzująca się obowiązkowymi zapisami, segregacją płciową bawiących się dzieci oraz kontrolowaniem ich przy pomocy dzwonka jak w szkole bądź fabryce. Sceptycyzm występuje również przy aspekcie patriotycznym parku, który zrozumiały był w czasach zaborów, jednakże w niepodległym kraju, gdzie do tego celu mogą służyć inne miejsca publiczne, liczne popiersia odstają i wprowadzają ponury charakter do przestrzeni mającej budzić radość wśród użytkowników.